# Aristagora
Aristagora, figlio di Molpagora (in greco antico: Ἀρισταγόρας ὁ Μιλήσιος?, Aristagòras ho Milèsios; ... – Tracia, 496 a.C.), fu tiranno di Mileto alla fine del VI secolo a.C. e agli inizi del V secolo a.C..

## Biografia

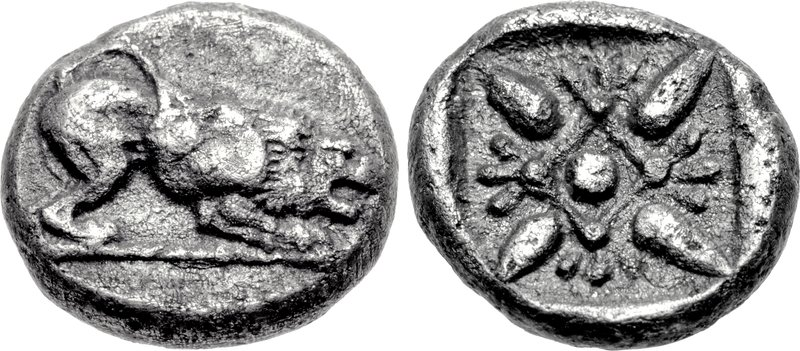
Moneta di Mileto del tempo di Aristagora. V secolo a.C.

Figlio adottivo e nipote di Istieo, i Persiani lo fecero diventare tiranno di Mileto. Aristagora conquistò il controllo della città quando Istieo venne nominato governatore dal re persiano Dario I. Quando Nasso si ribellò nel 502 a.C., i governanti persiani dell'isola chiesero aiuto ad Aristagora ed egli assunse il controllo anche di questa isola greca. Si alleò con Artaferne, il satrapo di Lidia, che gli consegnò una flotta di navi. Sfortunatamente Aristagora litigò con l'ammiraglio Megabate riguardo all'invasione e dunque quest'ultimo informò gli abitanti di Nasso dell'arrivo della flotta. 
L'invasione fallì e l'alleanza con Artaferne si ruppe. Nel tentativo di salvarsi dall'irritazione dei Persiani, cominciò a progettare un piano di rivolta, con l'aiuto di Mileto e di altre isole della Ionia. Istieo sperava che egli incominciasse la sua propria rivolta a Mileto, asserendo che i Persiani lo avrebbero sconfitto e avrebbero permesso proprio a Istieo di riappropriarsi del potere.
A Mileto, nel 499 a.C., Aristagora aveva il supporto della maggior parte dei cittadini, fatta eccezione di alcuni individui, come lo storico Ecateo. Venne stabilita una democrazia. Presto anche le altre città e le isole ionie si ribellarono a loro volta contro i Persiani, dando inizio alla Rivolta ionica.
Aristagora poi, verso il 496 a.C., viaggiò verso la terraferma della Grecia per cercare altri alleati per la rivolta. A Sparta cercò di convincere il re Cleomene I, sostenendo che una invasione preventiva in Persia sarebbe stata facile da realizzare; vi erano molte località ricche di risorse da poter saccheggiare lungo il viaggio e la capitale dell'impero, Susa, distava "solo" tre mesi di viaggio. Le varie località citate vennero indicate da Aristagora a Cleomene I su una tavoletta di bronzo, (detta anche "tavola della terra") in cui era rappresentato il mondo allora conosciuto; Cleomene però respinse la sua offerta. 
Aristagora trovò maggiore successo ad Atene (che gli inviò circa 20 navi), perché, secondo Erodoto, era più facile convincere un'assemblea di centinaia di Ateniesi piuttosto che un singolo re spartano. Aristagora chiese aiuto anche ad un'altra poleis greca: Eretria, che gli inviò solo cinque navi.
Con l'aiuto ateniese ed eretrio, Aristagora condusse un assalto contro Sardi, la capitale persiana della Lidia. Quando la rivolta venne sconfitta e Istieo ritornò ad essere tiranno di Mileto, Aristagora si rifugiò in Tracia, dove tentò di fondare una colonia, lungo il fiume Strimone, nello stesso luogo dove poi sarebbe sorta la colonia ateniese di Anfipoli. Venne ucciso dai Traci mentre stava attaccando una città confinante con la Tracia.